# 加藤朋央
加藤 朋央（かとう ともお、1969年12月24日 - ）は、日本のクリエイター。東京都出身。（本人は長い間、自分の出生地も東京都だと思っていた。）ビジネス上の呼称は「ニッポン・クリエイター」。

## 経歴
1992年に東京外国語大学外国語学部インド・パーキスターン語学科を卒業後、読売新聞社に就職。もの書きだけでなく、PRも学ぶ。
同社を退職後、アメリカのピッツバーグ大学Global Studies ProgramよりCertificate of Advanced Studyを取得したのち、コロンビア大学で国際関係の修士号を取得する。
スポーツの社会的役割の向上、およびエンターテイメント的な要素も含めたスポーツの振興に関心を持つ。
試合中のアクシデントに負けず、リハビリを通して闘い続けるプロレスラー、高山善廣選手を支援するイベント、TAKAYAMANIA EMPIRE（2018年8月31日開催）、TAKAYAMANIA EMPIRE II（2019年8月26日開催）のクラウドファンディングに参加。

## バイオグラフィ
- 1985年 - 東京学芸大学附属世田谷中学校卒業
- 1988年 - 私立成城高校卒業
- 1992年 - 東京外国語大学インド・パーキスターン語学科（ウルドゥー語専攻）卒業
- 1992年 - 読売新聞社入社（整理＜編成＞、地方、社会、PR委員会事務局、国際の各部署に所属）
- 2003年 - 同社を依願退職
- 2005年 - ピッツバーグ大学「Global Studies Program」より、Certificate of Advanced Study取得
- 2008年 - コロンビア大学「School of International and Public Affairs」より、Master of International Affairs取得